# Planodes satelles
Planodes satelles là một loài bọ cánh cứng trong họ Cerambycidae.